# 1220-ті
Високе Середньовіччя •  Золота доба ісламу •  Реконкіста  •  Київська Русь  •  Монгольська імперія

## Події

### Київська Русь
Після наради в Києві князі Київської Русі 1223 року вирушили на допомогу половцям проти монголів і зазнали поразки в битві на Калці. Загинули, зокрема, київський князь Мстислав Романович Старий та чернігівський князь Мстислав Ростиславич. З 1223-го в Києві княжив Володимир Рюрикович.
У Галичі до 1228 княжив Мстислав Удатний. 1221 року він дав відсіч спробі угорського королевича Коломана відвоювати місто. На Волині тим часом набирали силу Романовичі: Данило і Василько. 1227 року Мстислав Удатний видав свою доньку за угорського королевича Андрія. Перед смертю він передав князівство своєму зятю. Однак, зміцнившись на Волині, 1230 року Данило Романович пішов війною на Галич.
Укладенно «Повість про битву на Калці» — літописну розповідь про перше зіткнення русичів з монголо-татарами, де русько-половецькі війська зазнали поразки (31 травня 1223 року).

### Європа
Стосунки між імператором Священної Римської імперії Фрідріхом II та Святим Престолом складалися складно. 1226 року відновилася також Ломбардська ліга — союз міст Північної Італії проти імператора. Фрідріх II обіцяв піти в Шостий хрестовий похід, однак барився з виконанням обіцянки. Коли він відплив і повернувся з дороги через хворобу, папа римський Григорій IX відлучив його від церкви. Фрідріх зрештою вирушив до Палестини, але його зусилля звелися до дипломатії. Він зумів укласти угоду з єгипетським султаном аль-Камілем щодо доступу християн до святинь Єрусалиму. Він також коронував себе королем Єрусалиму, маючи на це право завдяки шлюбу з Іолантою Єрусалимською. Доки імператор перебував в поході, папські війська захопили Апулію. Повернувшись із походу, Фрідріх повернув собі втрачене. 1230 року імператор та папа римський замирилися.
У Франції до 1223 правив Філіп II Август. Його син і наступник Людовик VIII взяв активну участь в Альбігойському хрестовому поході, але помер від дизентерії, повертаючись після успішної облоги Авіньйона. Людовик IX на час смерті батька був ще малолітнім, тому його правління почалося при регентстві матері Бланки Кастильської. Французькі магнати були цим невдоволені й підняли проти Бланки бунт.
Альбігойські війни завершилися 1229 року підписанням в Парижі мирної угоди. Значна частина графства Тулузи відійшла до королівських володінь. Після завершення військових дій в Тулузі відбувся церковний собор, на якому для боротьби з єресями було прийнято рішення про створення єпископської інквізиції, а також про заснування Тулузького університету.
Англійська корона втратила спадкові володіння Плантагенетів на території Франції. Але молодий король Генріх III оголосив своє повноліття і 1230 року висадився в Бретані з метою відвоювати втрачене.
Домінування Данії в Балтійському морі завершилося. Данці поступилися німцям, які відвоювали прибережні міста в Померанії.
1222 року угорські феодали змусили короля Андраша II підписати Золоту буллу, що обмежувала права монарха. Король Андраш II заросив тевтонців поселитися в Трансильванії, однак 1225 року вислав їх зі своєї країни.
Князь Богемії був Пржемисл I Оттокар значно зміцнив свою країну й приєднав до своїх володінь Моравію. Його змінив Вацлав I.
Тевтонський орден на чолі з Германом фон Зальца розпочав одобрений папою римським наступ на землі прусів з метою христианізації мечем. Поляки утворили на своїх землях власний Добжинський орден.
Друге Болгарське царство, яке очолював Іван Асень II підкорило собі Епірський деспотат і Фессалонікійське королівство.

### Азія
На початку десятиліття монголи захопили Хорезм. Звідси кінний загін на чолі з Джебе й Субедеєм, переслідуючи ворога, дійшов до південних схилів Кавказу, де завдав поразки грузинським та азербайджанським військам. Перейшовши через Кавказ, монголи ввірвалися на землі половців. Половці звенулися за допомогою до князів Київської Русі. Але половецько-руські війська зазнали важкої поразки в битві на Калці 1223 року. Однак спроба монголів підкорити собі Волзьку Булгарію зазнала невдачі.
1226 року підняли повстання тангути Західної Ся. Чингісхан сам очолив похід проти тангутів, але помер під час облоги столиці Нінся. Через кілька днів монголи взяли місто, вирізали його населення, і Західна Ся припинила існування.
Після смерті Чингісхана його володіння поділили між собою сини: Джучі, Чагатай, Угедей та Толуй. Незабаром Джучі помер, і його частка перейшла до Батия. В кінці десятиліття монголи пішли в новий похід проти держави чжурчженів Цзінь на півночі Китаю.
Монголи підійшли до земель Делійського султанату, де правив Ілтутмиш, але повернули назад. Ілтутмишу вдалося зберегти й розширити свої території. Держава Чола на півдні Індії почала занепадати.
Останній хорезмшах Джелал ад-Дін утік від монголів у Делі, але потім повернувся на спустошені землі Хорасану. Зібравши залишки військ, він пішов на Кавказ, де взяв Тбілісі. Однак, урешті-решт зазнав поразки від сельджуків Румського султанату. Династія хорезмшахів завершилася з його смертю.
У Японії 1221 року відбулася смута Дзьокю — спроба імператора відібрати владу в сьоґунів. Однак її було придушено. На перший план у політиці вийшов рід Ходзьо.